# Gmina Polača
Gmina Polača (chorw. Općina Polača) – gmina w Chorwacji, w żupanii zadarskiej. W 2011 roku liczyła  1468 mieszkańców.